# جاده ۷۲ (ایران)
جاده ۷۲، جاده‌ای است که مرکز ایران را به جنوب غربی ایران پیوند می‌دهد. این جاده پس از گذر از بروجن، لردگان، سد کارون ۳، ایذه، باغملک و رامهرمز با جاده ۸۶ یکی شده و به اهواز می‌رسد.